# Рауниг, Геральд
Геральд Рауниг (нем. Gerald Raunig; 1963, Клагенфурт-ам-Вёртерзе) — австрийский философ и теоретик искусства, соучредитель Европейского института прогрессивной культурной политики, соредактор многоязычной издательской платформы Traversal Texts.
Автор книги «Искусство и революция: художественный активизм в долгом двадцатом веке» (2005, русское издание 2011).

## Биография
Рауниг родился в 1963 году в Клагенфурт-ам-Вёртерзе, городе на юге Австрии. Изучал философию, классическую филологию и историю в Вене и Клагенфурте. Успешно защитив диссертацию, получил докторскую степень по философии а также право преподавания в Альпийско-Адриатический университет Клагенфурта.
В 1992 году он стал членом управления культурного центра WUK (Kulturzentrum) а в 1994 году — IG Kultur Österreich. Также был сооснователем и регулярно публиковался в журнале Kulturrisse (Культурные трещины).
В данный момент является профессором эстетики в Цюрихском колледже искусств. Основные направления его исследований — политическая философия, критика познания, эстетика и философия искусства.

## Искусство и революция
Согласно постструктуралистской концепции Раунига, изложенной в книге «Искусство и революция. Художественный активизм в долгом двадцатом веке», восстание является не завершаемым «молекулярным» процессом, возникающим до и вне государства, что нивелирует классическое понимание революции.
Революция и искусство имеют свои модели совмещения, которые Рауниг ассоциирует с конкретными историческими примерами: взаимопроникновение, синтез, последовательность (Гюстав Курбе), иерархия (советский Пролеткульт) и негативное сопряжение (Венский акционизм), а также наиболее актуальную — модель трансверсального сопряжения. Для описания последней, Рауниг вводит концепт «машины», основываясь на работах Ж.Делёза и Ф. Гваттари, и предполагает взаимодействие революции и искусства как шестерней друг для друга.
Рауниг опирается на компоненты предложенные Антонио Негри: сопротивление, восстание, учреждающая власть — которые в различных комбинациях формируют следующие типы революционных машин:
Одномерная — его целью является захват государственной власти, а прообразом Русская революция. Такое одностороннее движение раскрывает целый спектр проблем, таких как стихийность движения масс, руководство профессиональными революционерам, укрепление централизации, уничтожение государства. В таком виде одна власть просто сменяется другой, принимая уже готовые механизмы управления, без разработки новых альтернативных типов существования.
Двумерная — особенностью которого является совместность сопротивления и учреждающей власти, что можно проследить на примере Сапатистской армии национального освобождения. Такая совместность проявляется в повсеместных переговорах, голосованиях, деконструкции господствующих отношений власти и разработке альтернатив. Тем не менее, данный тип так же может оказаться провальным в случае отсутствия четкой манифестации.

Абстрактная — сущность которой соответствует чистому сопротивлению и заключается в отречении обоих компонентов (революции и искусства) от единичностей в пользу совместных сложных констелляций, выражающих единства, обладающие высокой степенью абстрактности. 
«Сопротивление належит мыслить как разнородное, как множественность точек, узловых пунктов и очагов сопротивления, а не как радикальный разрыв в одном каком-то месте великого Отказа». 
Внутри такой машины невозможно себя обнаружить, а только соприкоснуться в каком-либо варианте, что противопоставляется двум ранее перечисленным. Упорство абстрактной машины в сопротивлении трансгрессии, репрезентативности, автономизации, сублимации и витализму и выражается в трансверсальности. 
«Трансверсальность (…) должна преодолеть оба тупика: и вертикальность иерархической пирамиды и горизонтальность принуждения к коммуникации и приспособлению», «трансверсальные линии создают ацентричные структуры, которые движутся не на основе заданных путей и каналов, из одного пункта в другой, но через пункты в новом направлении».
Трансверсальный активизм предполагает «молекулярные» микроакты сопротивления, которые Рауниг называет «революционной микрополитикой». Акторами в данной модели сопротивления выступают парессиаты, критикующие в парадаксальной и неожиданной форме людей и события. В то же время сам активизм не предполагает самоэстетизации, а скорее прибегает к медиатизации и скандализации.

## Список произведений

### Монографии

#### На немецком
- Charon. Eine Ästhetik der Grenzüberschreitung (= Klagenfurter Reihe zur Philosophie und Kulturwissenschaft). Passagen Verlag, Wien 1999, ISBN 3-85165-397-1.
- mit Therese Kaufmann: Anticipating European cultural policies (= Europäische Kulturpolitiken vorausdenken). Eipcp, Wien 2003, ISBN 3-9501762-0-9.
- Kunst und Revolution. Künstlerischer Aktivismus im langen 20. Jahrhundert (= Republicart. 4). Turia + Kant, Wien 2005, ISBN 3-85132-425-0.
- Tausend Maschinen. Eine kleine Philosophie der Maschine als sozialer Bewegung (= Es kommt darauf an. Bd. 7). Turia + Kant, Wien 2008, ISBN 978-3-85132-516-4.
- mit Stefan Nowotny: Instituierende Praxen. Die Wiederaneignung der Institutionskritik (= Republicart. 9). Turia + Kant, Wien 2008, ISBN 978-3-85132-513-3.
- Streifen und Glätten. 2 Bände, Diaphanes, Zürich 2012.

Band 1: Fabriken des Wissens. ISBN 978-3-03734-213-8. Band 2: Industrien der Kreativität. ISBN 978-3-03734-221-3.
- DIVIDUUM: Maschinischer Kapitalismus und molekulare Revolution, Band 1. transversal texts, Wien 2014, ISBN 978-3-9501762-8-5.

- Maschinen Fabriken Industrien. (mit Textkomplementen von Isabell Lorey, Maurizio Lazzarato, Roberto Nigro, Ruth Sonderegger und Antonio Negri), transversal texts, Wien 2019, ISBN 978-3-903046-23-8.

#### На русском
- «Искусство и революция : художественный активизм в долгом двадцатом веке», [пер. с нем. и англ. А. В. Скидана, Е. А. Шраги]. — Санкт-Петербург : Изд-во Европейского ун-та, 2012. — 265 с. — ISBN 978-5-94380-123-5.